# Gökova, Ula
Gökova là một thị trấn thuộc huyện Ula, tỉnh Muğla, Thổ Nhĩ Kỳ. Dân số thời điểm năm 2011 là 1.951 người.